# ورنر ار. هیمان
ورنر اِر. هِـیمان (به آلمانی: Werner R. Heymann) موسیقی‌دان و آهنگساز یهودی اهل آلمان بود که بیشتر در هالیوود فعالیت داشت.
از فیلم‌ها یا مجموعه‌های تلویزیونی که وی در آن‌ها نقش داشته‌است می‌توان به فاوست، ناپلئون، والنسیا، یک گام بزرگ، جاسوسان، فرشته، نینوتچکا، فروشگاه کنار خیابان، او همه جواب‌ها را می‌دانست، بودن یا نبودن، مادموازل فی‌فی، گناه هارولد دیدلباک و مهرگیاه اشاره نمود.